# Estados Unidos nos Jogos Paralímpicos de Verão de 2012
Os Estados Unidos irá participar dos Jogos Paralímpicos de Verão de 2012, que irão acontecer na cidade de Londres, no Reino Unido.

## Medalhistas
| Atleta              | Esporte | Evento                            | Medalha |
| ------------------- | ------- | --------------------------------- | ------- |
| Lantz Lamback       | Natação | 50 metros livre masculino - S7    | Ouro    |
| Bradley Snyder      | Natação | 100 metros livre masculino - S11  | Ouro    |
| Ian Jaryd Silverman | Natação | 400 metros livre masculino - S10  | Ouro    |
| Bradley Snyder      | Natação | 400 metros livre masculino - S11  | Ouro    |
| Bradley Snyder      | Natação | 50 metros livre masculino - S11   | Prata   |
| Roy Perkins         | Natação | 100 metros livre masculino - S5   | Prata   |
| Rebecca Anne Meyers | Natação | 200 metros medley feminino - SM13 | Prata   |
| Roy Perkins         | Natação | 50 metros livre masculino - S5    | Bronze  |
| Tucker Dupree       | Natação | 50 metros livre masculino - S12   | Bronze  |
| Tucker Dupree       | Natação | 100 metros livre masculino - S12  | Bronze  |
| Kelley Becherer     | Natação | 200 metros medley feminino - SM13 | Bronze  |

## Desempenho

### Levantamento de peso
Masculino
| Atletas      | Evento   | Resultado | Posição |
| ------------ | -------- | --------- | ------- |
| Ahmed Shafik | -82.5 kg | NM        | NM      |

Feminino
| Atletas    | Evento   | Resultado | Posição |
| ---------- | -------- | --------- | ------- |
| Mary Stack | +82.5 kg | 129,0     | 4º      |

### Natação
Masculino
| Atletas             | Evento                   | Preliminares | Preliminares | Final       | Final       |
| Atletas             | Evento                   | Marca        | Posição      | Marca       | Posição     |
| ------------------- | ------------------------ | ------------ | ------------ | ----------- | ----------- |
| Curtis Lovejoy      | 50 metros livre - S2     | 1min10s44 Q  | 8º           | 1min13s45   | 8º          |
| Roy Perkins         | 50 metros livre - S5     | 34s16 Q      | 3º           | 33s69       |             |
| Lantz Lamback       | 50 metros livre - S7     | 28s29 Q      | 1º           | 27s84       |             |
| Cody Bureau         | 50 metros livre - S9     | 27s32        | 13º          | Não avançou | Não avançou |
| Justin Zook         | 50 metros livre - S10    | 25s22 Q      | 7º           | 26s00       | 8º          |
| Ian Jaryd Silverman | 50 metros livre - S10    | 24s64 Q      | 5º           | 24s65       | 6º          |
| Bradley Snyder      | 50 metros livre - S11    | 26s33 Q      | 2º           | 25s93       |             |
| Tucker Dupree       | 50 metros livre - S12    | 24s52 Q      | 3º           | 24s37       |             |
| Curtis Lovejoy      | 100 metros livre - S2    | 2min37s15    | 10º          | Não avançou | Não avançou |
| Roy Perkins         | 100 metros livre - S5    | 1min16s78 Q  | 2º           | 1min14s78   |             |
| Bradley Snyder      | 100 metros livre - S11   | 57s18 Q      | 1º           | 57s43       |             |
| Tucker Dupree       | 100 metros livre - S12   | 55s10 Q      | 3º           | 54s41       |             |
| Michael Prout       | 400 metros livre - S9    | 4min33s91    | 9º           | Não avançou | Não avançou |
| Ian Jaryd Silverman | 400 metros livre - S10   | 4min13s48 Q  | 1º           | 4min04s91   |             |
| Dalton Herendeen    | 400 metros livre - S10   | 4min20s31    | 9º           | Não avançou | Não avançou |
| Joe Wise            | 400 metros livre - S10   | 4min18s65 Q  | 7º           | 4min15s66   | 5º          |
| Bradley Snyder      | 400 metros livre - S11   | 4min33s70 Q  | 1º           | 4min32s41   |             |
| Tucker Dupree       | 400 metros livre - S12   | 4min28s14 Q  | 3º           | 4min24s51   | 5º          |
| Bradley Snyder      | 200 metros medley - SM11 | 2min31s29 Q  | 4º           | 2min29s80   | 6º          |

Feminino
| Atletas             | Evento                   | Preliminares | Preliminares | Final       | Final            |
| Atletas             | Evento                   | Marca        | Posição      | Marca       | Posição          |
| ------------------- | ------------------------ | ------------ | ------------ | ----------- | ---------------- |
| Anna Johannes       | 200 metros medley - SM9  | 2min40s08 Q  | 5º           | 2min39s16   | 5º               |
| Letticia Martinez   | 200 metros medley - SM11 | 3min14s42    | 10º          | Não avançou | Não avançou      |
| Rebecca Anne Meyers | 200 metros medley - SM13 | 2min37s35 Q  | 6º           | 2min30s13   | Medalha de prata |
| Kelley Becherer     | 200 metros medley - SM13 | 2min34s00 Q  | 2º           | 2min30s36   |                  |
| Colleen Young       | 200 metros medley - SM13 | 2min41s77 Q  | 7º           | 2min40s21   | 7º               |

### Tênis em cadeira de rodas
Masculino
| Atleta        | Evento  | Fase de 64               | Fase de 32           | Oitavas              | Quartas              | Semifinal            | Final                | Pos.        |
| Atleta        | Evento  | Adversário resultado     | Adversário resultado | Adversário resultado | Adversário resultado | Adversário resultado | Adversário resultado | Pos.        |
| ------------- | ------- | ------------------------ | -------------------- | -------------------- | -------------------- | -------------------- | -------------------- | ----------- |
| Steve Baldwin | Simples | JPN T. Sanada D 1-6, 2-6 | Não avançou          | Não avançou          | Não avançou          | Não avançou          | Não avançou          | Não avançou |
| Noah Yablong  | Simples | NGR W. Yusuf D 2-6, 3-6  | Não avançou          | Não avançou          | Não avançou          | Não avançou          | Não avançou          | Não avançou |